# جونيور فلوريس
جونيور فلوريس (بالإنجليزية: Junior Flores)‏ (26 مارس 1996 بلوس أنجلوس في الولايات المتحدة - ) هو لاعب كرة قدم أمريكي في مركز الوسط. شارك مع منتخب الولايات المتحدة تحت 17 سنة لكرة القدم ومنتخب الولايات المتحدة تحت 20 سنة لكرة القدم. أما مع النوادي، فقد لعب مع بوروسيا دورتموند 2.

## روابط خارجية
- جونيور فلوريس على موقع قاعدة بيانات كرة القدم.إي يو (الإنجليزية)
- جونيور فلوريس على موقع Soccerway.com (الإنجليزية)